# Hurricane Relief 400 2005
Hurricane Relief 400 2005 var den elfte deltävlingen i Champ Car 2005. Racet kördes den 24 september på Las Vegas Motor Speedway. Sébastien Bourdais säkrade i stort sett sin andra raka titel, genom ännu en seger. Han behövde bara delta i endera av de två sista tävlingarna för att få tillräckligt med poäng för att ta hem totalsegern. Oriol Servià slutade tvåa, medan Jimmy Vasser blev trea. Det var den sista Champ Car-tävlingen som kördes på en superoval.

## Slutresultat
| Plats | Förare             | Team                | Grid | Kvaltid |
| ----- | ------------------ | ------------------- | ---- | ------- |
| 1     | Sébastien Bourdais | Newman/Haas Racing  | 1    | 26,381  |
| 2     | Oriol Servià       | Newman/Haas Racing  | 2    | 26,388  |
| 3     | Jimmy Vasser       | PKV Racing          | 3    | 26,477  |
| 4     | Mario Domínguez    | Forsythe Racing     | 6    | 26,638  |
| 5     | Rodolfo Lavín      | HVM Racing          | 7    | 26,732  |
| 6     | Björn Wirdheim     | HVM Racing          | 5    | 26,635  |
| 7     | Alex Tagliani      | Team Australia      | 13   | 27,026  |
| 8     | Timo Glock         | Rocketsports Racing | 15   | 27,110  |
| 9     | Marcus Marshall    | Team Australia      | 10   | 26,974  |
| 10    | Ryan Hunter-Reay   | Rocketsports Racing | 16   | 27,175  |
| 11    | Justin Wilson      | RuSPORT             | 9    | 26,860  |
| 12    | Cristiano da Matta | PKV Racing          | 4    | 26,632  |
| 13    | A.J. Allmendinger  | RuSPORT             | 8    | 26,800  |
| 14    | Andrew Ranger      | Conquest Racing     | 17   | 27,250  |
| 15    | Ricardo Sperafico  | Dale Coyne Racing   | 18   | 27,423  |
| 16    | Nelson Philippe    | HVM Racing          | 11   | 26,985  |
| 17    | Paul Tracy         | Forsythe Racing     | 14   | 27,037  |
| 18    | Ronnie Bremer      | Dale Coyne Racing   | 12   | 26,995  |